# Alberto Caballero
Alberto Rodríguez Caballero (21 de agosto de 1973) é um diretor de televisão, roteirista e produtor espanhol.

## Carreira
Ele é conhecido como o criador de Aquí no hay quien viva (2003—2006) e seu sucessor La que se avecina (2007—). Sua irmã é Laura Caballero, com quem dirige e produz a série.
A partir de 2003, ele adaptou os diálogos em Aquí no hay quien viva. A partir de 2009, quando a Telecinco adaptou sua versão, ele se tornou o produtor executivo ao lado de Esther Jiménez, e Daniel Deorador e Sergio Mitjans como os roteiristas.
Desde 2013, ele mantém um relacionamento com a atriz Miren Ibarguren, conhecida por interpretar Soraya na série Aída e posteriormente Yolanda em "La que se avecina". Em fevereiro de 2022, tornou-se público que ele será pai de seu primeiro filho. O bebê nasceu em 17 de julho de 2022.

## Vida pessoal
Em setembro de 2012, ele se casou com a atriz Vanesa Romero, com quem conheceu na última temporada de Aquí no hay quien viva. Eles tiveram uma crise porque em abril de 2013, María Adánez (sua última esposa) foi escalada para a série. Em outubro de 2013, eles se separaram e Vanesa deixou a série durante alguns episódios.

## Prêmios e indicações
Em 2005, ele foi indicado aos Prêmios ATV de Melhor Direção em Aquí no hay quien viva.